# Epilobium alsinifolium
Espèce
Epilobium alsinifolium, l'épilobe à feuilles d'Alsine, est une espèce de plantes à fleurs de la famille des Onagraceae. C'est une plante herbacée trouvée dans les zones arctiques d'Europe et plus au sud dans les zones de montagnes avec un climat arctique, et au Groenland.
En France, on la trouve dans les Alpes. L'espèce est protégée en Franche-Comté.

## Habitats
Bords de ruisseaux et sources en montagne.

## Liste des sous-espèces
Selon Catalogue of Life (9 juillet 2014) et Tropicos (9 juillet 2014) :
- Epilobium alsinifolium subsp. alsinifolium
- Epilobium alsinifolium subsp. parviflorum